# Imre Földi
Dans le nom hongrois Földi Imre, le nom de famille précède le prénom, mais cet article utilise l’ordre habituel en français Imre Földi, où le prénom précède le nom.
Imre Földi, né le 8 mai 1938 à Kecskemét et mort le 23 avril 2017 à Tatabánya, est un haltérophile hongrois. 

## Carrière
Imre Földi a pendant 28 ans, détenu seul le record de participation à 5 olympiades (record haltérophile égalé ensuite par les Allemands Ingo Steinhofel et Ronny Weller).

## Famille
Imre Földi est le père de Csilla Földi.

## Palmarès

### Jeux olympiques
- Médaille d'or en -56 kg aux Jeux de 1972 à Munich (RFA)
- Médaille d'argent en -56 kg aux Jeux de 1968 à Mexico (Mexique)
- Médaille d'argent en -56 kg aux Jeux de 1964 à Tokyo (Japon)

### Championnats du monde
- Médaille d'or en -56 kg aux Championnats du monde d'haltérophilie 1965 à Téhéran
- Médaille d'or en -56 kg aux Championnats du monde d'haltérophilie 1972 à Munich
- Médaille d'argent en -56 kg aux Championnats du monde d'haltérophilie 1961 à Vienne
- Médaille d'argent en -56 kg aux Championnats du monde d'haltérophilie 1962 à Budapest
- Médaille d'argent en -56 kg aux Championnats du monde d'haltérophilie 1964 à Tokyo
- Médaille d'argent en -56 kg aux Championnats du monde d'haltérophilie 1966 à Berlin-Est
- Médaille d'argent en -56 kg aux Championnats du monde d'haltérophilie 1968 à Mexico
- Médaille d'argent en -56 kg aux Championnats du monde d'haltérophilie 1970 à Columbus       (révoquée pour dopage)
- Médaille de bronze en -56 kg aux Championnats du monde d'haltérophilie 1959 à Varsovie
- Médaille de bronze en -60 kg aux Championnats du monde d'haltérophilie 1963 à Stockholm